# Institutionel investor
En institutionel investor er en finansiel institution som et pensionsselskab eller et forsikringsselskab. Sådanne instiutioners størrelse nødvendiggør professionel håndtering af deres investeringer. Håndteringen af investeringerne kan ske gennem tildeling af mandater til kapitalforvaltere.